# Manakin brodaty
Manakin brodaty (Manacus manacus) – gatunek małego ptaka z podrodziny gorzyków (Piprinae) w rodzinie gorzykowatych (Pipridae).

## Zasięg występowania
Manakin brodaty występuje w zależności od podgatunku:
- M. manacus abditivus Bangs, 1899 – północna Kolumbia
- M. manacus flaveolus Cassin, 1852 – środkowa Kolumbia
- M. manacus bangsi Chapman, 1914 – południowo-zachodnia Kolumbia i północno-zachodni Ekwador
- M. manacus interior Chapman, 1914 – wschodnia Kolumbia, północno-zachodnia i południowo-środkowa Wenezuela, wschodni Ekwador, północne Peru i północno-zachodnia Brazylia
- M. manacus trinitatis (Hartert, 1912) – Trynidad
- M. manacus umbrosus Friedmann, 1944 – środkowa Amazonia (południowa Wenezuela)
- M. manacus manacus (Linnaeus, 1766) – manakin brodaty – południowa Wenezuela, region Gujana i północno-wschodnia Brazylia
- M. manacus leucochlamys Chapman, 1914 – północno-zachodni Ekwador
- M. manacus maximus Chapman, 1924 – południowo-zachodni Ekwador
- M. manacus expectatus Gyldenstolpe, 1941 – północno-wschodnie Peru i zachodnia Brazylia
- M. manacus longibarbatus J.T. Zimmer, 1936 – północno-wschodnia Brazylia na południe od Amazonki
- M. manacus purissimus Todd, 1928 – wschodnia Brazylia
- M. manacus gutturosus (Desmarest, 1806) – południowo-wschodnia Brazylia, wschodni Paragwaj i północno-wschodnia Argentyna
- M. manacus purus Bangs, 1899 – północno-środkowa Brazylia na południe od Amazonki
- M. manacus subpurus Cherrie & Reichenberger, 1923 – południowo-środkowa Brazylia
- M. manacus candei (Parzudaki, 1841) – manakin aztecki – południowo-wschodni Meksyk do zachodniej Panamy
- M. manacus vitellinus (Gould, 1843) – manakin złotawy – wschodnia Panama i północno-zachodnia Kolumbia
- M. manacus amitinus Wetmore, 1959 – wyspa Escudo de Veraguas (północna Panama)
- M. manacus milleri Chapman, 1915 – północna Kolumbia
- M. manacus viridiventris Griscom, 1929 – zachodnia Kolumbia
- M. manacus aurantiacus (Salvin, 1870) – manakin pomarańczowy – Kostaryka i Panama

## Systematyka
Część ujęć systematycznych wyróżnia Manacus (m.) candei (manakin aztecki), Manacus (m.) vitellinus (manakin złotawy) oraz Manacus (m.) aurantiacus (manakin pomarańczowy) jako odrębne gatunki.

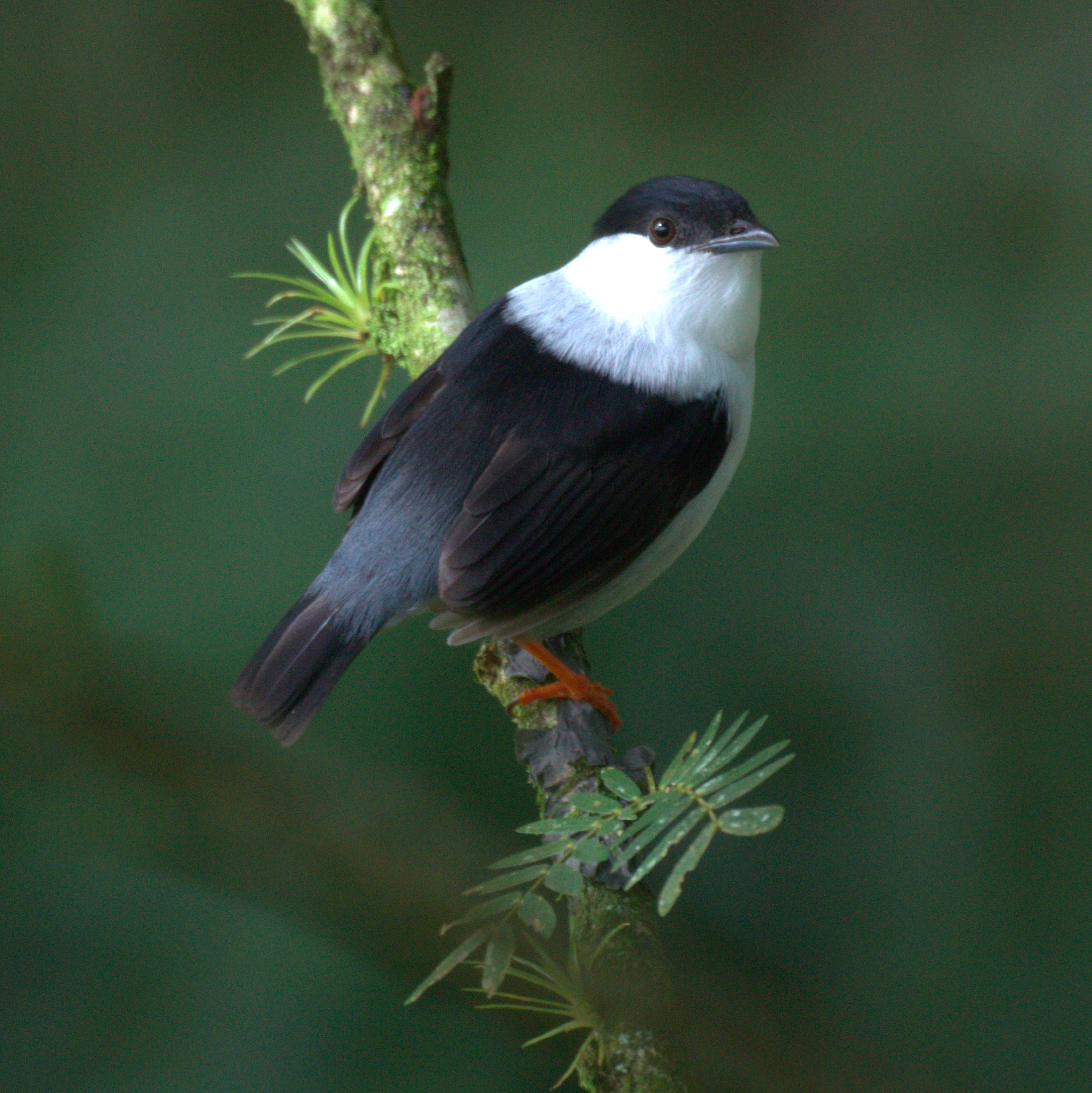
Samiec manakina brodatego (Trynidad)
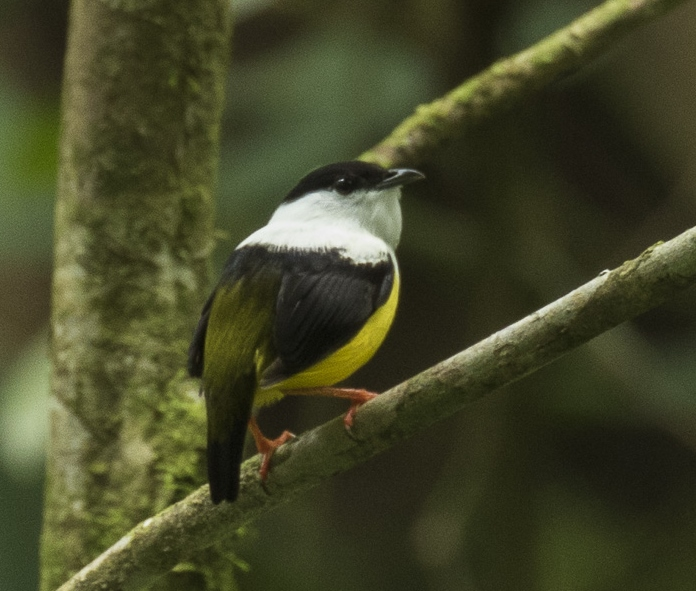
Samiec manakina azteckiego
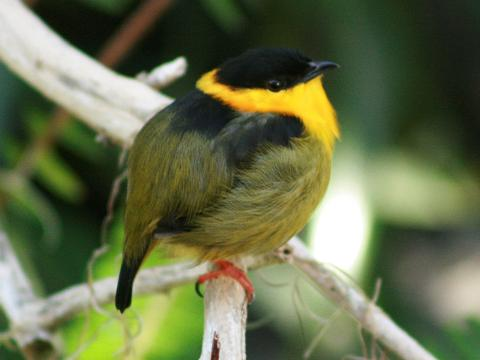
Samiec manakina złotawego
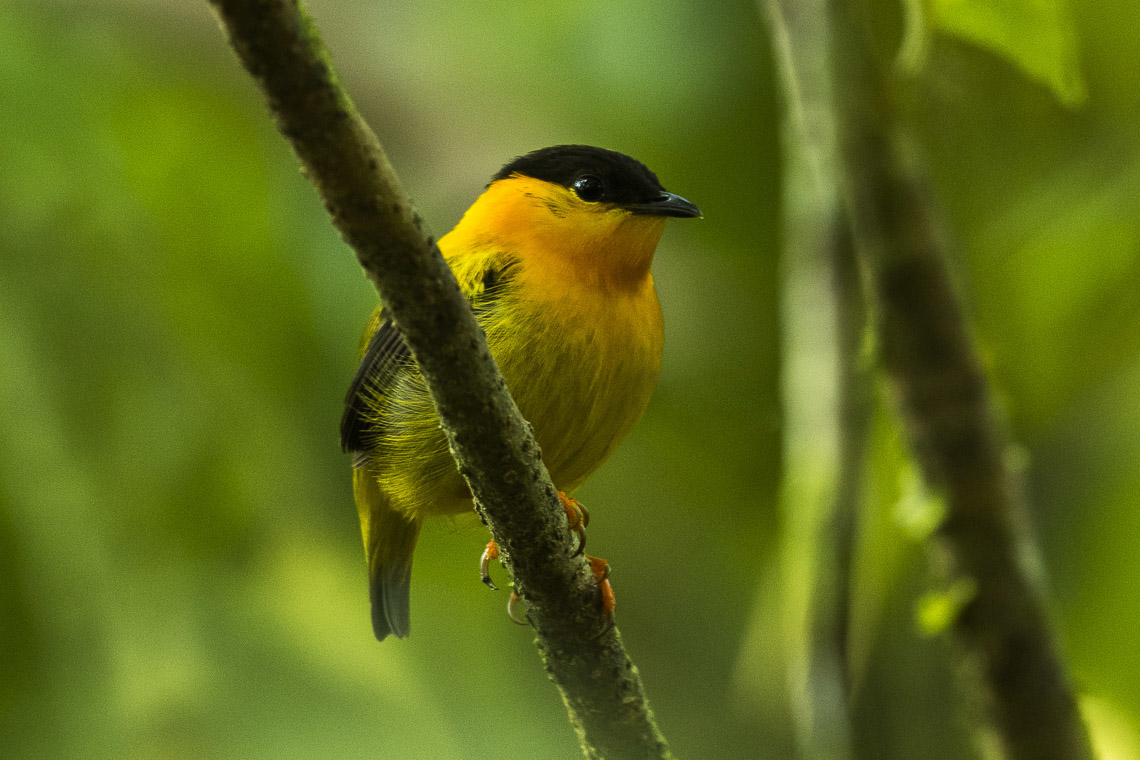
Samiec manakina pomarańczowego

## Status
Międzynarodowa Unia Ochrony Przyrody (IUCN) uznaje manakiny brodatego, azteckiego, złotawego i pomarańczowego za odrębne gatunki i wszystkie zalicza do kategorii najmniejszej troski (LC, Least Concern). Trend liczebności populacji tych taksonów jest stabilny, oprócz manakina pomarańczowego, którego liczebność spada.